# Ernst Friedrich Weidner
Pour les articles homonymes, voir Weidner.
Ernst Friedrich Weidner (né le 7 octobre 1891 à Pasewalk et mort le 18 février 1976 à Graz) est un assyriologue allemand qui fut également archéologue du Proche-Orient ancien et historien de l'astronomie.

## Biographie
Ernst F. Weidner poursuit ses études à l'université Frédéric-Guillaume de Berlin, où il a notamment pour condisciple Hans Henning von der Osten. Il reçoit sa promotion en 1922 de l'université de Leipzig, auprès de Felix Peiser (de), après avoir défendu sa thèse intitulée Der babylonische Fixsternhimmel. I. Die Gestirne des Tierkreisgürtels. Il travaille à Berlin, jusqu'en 1942 en tant que journaliste. Il fonde en 1923 la revue savante Archiv für Keilschriftforschung, devenue en 1926 Archiv für Orientforschung (de). Il en demeure l'éditeur jusqu'à sa mort. Son habilitation a lieu en 1942, après qu'il eut défendu sa thèse intitulée Die Reliefs der assyrischen Könige. Teil 1: Die Reliefs in England, in der Vatikanstadt und in Italien. Au début de l'année 1943, il est nommé professeur ordinaire (Ordinarius) de la chaire d'études orientales de l'université de Graz en Autriche. Il s'occupe au début d'assyriologie et d'astronomie, plus tard d'archéologie d'Asie mineure. Il s'intéresse particulièrement à la chronologie orientale antique. Un grand nombre de volumes des Keilschrifturkunden aus Boghazköi (de) sont rédigés par lui. Il rassemble une collection de plus de cinquante reliefs assyriens venant de palais ou de temples, aujourd'hui dispersés dans plusieurs musées. Weidner était considéré à son époque, comme l'un des meilleurs déchiffreurs d'inscriptions antiques cunéiformes.
À ses débuts, Weidner soutenait les idées de Winckler et Jeremias à propos du panbabylonisme, et se trouvait donc en opposition avec Kugler (en) qui était alors le meilleur spécialiste allemand de l'histoire de l'astronomie babylonienne.

## Quelques publications
- Studien zur assyrisch-babylonischen Chronologie und Geschichte auf Grund neuer Funde, Hinrichs, Leipzig, 1917
- Die Könige von Assyrien. Neue chronologische Dokumente aus Assur, Hinrichs, Leipzig, 1921 (Mitteilungen der Vorderasiatisch-Aegyptischen Gesellschaft, Jg. XXVI. 1921, 2) (lecture en ligne)
- Die Inschriften Tukulti-Ninurtas I. und seiner Nachfolger, Weidner, Graz, 1959 (Archiv für Orientforschung, vol. 12)
- Handbuch der babylonischen Astronomie, vol. 1, 1915, réédité en 1976 (seul le premier des trois volumes est paru à ce jour) (lecture en ligne)

## Source
- (de) Cet article est partiellement ou en totalité issu de l’article de Wikipédia en allemand intitulé « Ernst Friedrich Weidner » (voir la liste des auteurs).